# Riera de Portbou
La riera de Portbou és una típica rambla mediterrània de règim torrencial, situada al terme municipal de Portbou, a la comarca catalana de l'Alt Empordà. Amb 6 km de longitud, està envoltada per cims d'entre 500 i 700 m d'altura i pràcticament sense presència humana fins al nucli urbà. Neix prop del Coll dels Empedrats i desemboca a la badia de Portbou. Hi tributen nombrosos petits torrents.
Porta aigua poques vegades l'any, generalment quan plou de llevant de manera important. Aquestes llevantades sovint tapen la sortida de la riera al mar. L'octubre de 1987 un aiguat va causar inundacions a Portbou i esllavissades de terra a la capçalera de la riera. L'octubre de l'any 2005 hi hagué un aiguat de conseqüències menys importants gràcies a diverses actuacions per al control de l'erosió realitzades en la seva conca.
Entre els anys 1973 i el 1975 fou construït l'embassament de Portbou per tal de solucionar l'abastament d'aigua potable del municipi.
A les platges de Portbou trobem les sorres i els còdols arrossegats per la riera i els torrents que travessen la seva conca. Com que el recorregut de la riera és curt, la mida dels sediments és considerable.